# Herbert John Gladstone
Herbert John Gladstone, 1:e viscount Gladstone, född 18 februari 1854, död 6 mars 1930, var en brittisk politiker. Han var son till William Ewart Gladstone.
Gladstone var 1880-1910 medlem av underhuset, och var 1894-1895 minister för offentliga arbeten samt 1899-1906 "förste inpiskare" i liberala partiet och förberedde som sådan genom koalition med arbetarpartiet vänstervalsegern 1906. Gladstone var 1905-1910 statssekreterare i inrikesministeriet och 1910-1914 den nybildade Sydafrikanska unionens förste generalguvernör och high commissioner.